# Société des produits de Flénu
La Société des produits de Flénu faisait partie des plus grandes entreprises belges cotées à la Bourse de Bruxelles au milieu du XXe siècle. Elle exploitait des mines de charbon dans la région du Borinage, en Belgique, autour de la ville de Mons.

## Histoire
La Société des produits de Flénu exploitait de nombreux gisements dès le XVIIIe siècle et fut contrainte en 1784 de céder des terrains à des exploitants venus de Condé sur Escaut et Saint-Amand-les-Eaux, du côté français de la frontière.
Son ancêtre était la Société des Produits, fondée en 1785 par André Colenbuen et la Société de Commerce de Bruxelles, liée à la Société générale de Belgique pour une exploitation du charbon à Jemappes.

### Création et influence
Flénu, qui n'était qu'un hameau de Jemappes a été transformé en paroisse par un arrêté royal du 29 février 1868, puis érigée en commune le 8 juin 1870.
La Société des produits de Flénu est créée sous le patronage des trois grandes sociétés financières belges, la Société générale de Belgique, la Société de commerce et la Société nationale.
Elle dispose d'un capital de 4 millions de francs, contre 2,8 millions à sa petite sœur et voisine, née au même moment, la Société du Levant de Flénu. C'est la plus capitalisée des compagnies minières créées en Belgique en 1835, pour exploiter le charbon, après la première, la Société des hauts-fourneaux, usines et charbonnages de Marcinelle et Couillet, créée le 10 octobre 1836 avec un capital de 12 millions de francs, réparti en actions de 500 francs.
La Société des Produits possédait les puits suivants : Saint-Gustave, Saint-Joseph, les numéros 21 et 25, Saint-Louis, Sainte-Henriette, Sainte-Félicité. En outre, deux batteries de fours à coke.
La période 1832 à 1835 est marquée par une très forte spéculation boursière sur les actions d'une autre société charbonnière de la région, la Compagnie des mines de Douchy, ex-Compagnie Dumas. Enregistrée sous forme de société par action en décembre 1832, la Compagnie des mines de Douchy découvre en mai 1833 une veine de charbon dans l'unique puits qu'elle exploite. Peu après, ses actions ont vu leur cours multiplié par 105 en un an, passant de 2,22 francs en février 1833 à 300 francs en janvier 1834.

### Parcours boursier
À la fin des années 1850, l'action rapporte un dividendes de 29 %. En vingt ans environ, le cours ont été multipliés respectivement par 3,4, depuis l'entrée en Bourse.
Au XXe siècle, elle rachète la Société du Charbonnage du Nord du Rieu du Cœur en 1922, puis la Société du Charbonnage du Nord du Flénu en 1928 et fusionne avec la Société des Charbonnages du Levant de Flénu, sa rivale de plus d'un siècle.